# Élection à la direction du Parti conservateur britannique de 2005
L'élection à la direction du Parti conservateur de 2005 pour élire le nouveau chef du Parti conservateur à la suite de la démission de Michael Howard. Ce dernier annonce quitter son poste de chef du parti conservateur à la suite de l'échec des conservateurs lors des élections générales de 2005 mais seulement après que les règles de gouvernance du parti aient été revues. Cependant, les règles qui datent de 1998 sont maintenues en raison du rejet le 27 septembre des propositions de modification. 
David Cameron est élu le 6 décembre 2005 à la tête des conservateurs. Il devient aussi tôt le chef de l'opposition au gouvernement travailliste conduit par Tony Blair.

## Procédure
L'élection du chef a lieu en deux temps. Elle est supervisée par le « Comité 1922 », composé des députés conservateurs d'arrière-ban. 
Seuls les députés peuvent être candidats et chaque candidature doit recevoir l'appui d'au moins deux autres députés.
Dans un premier temps, l'ensemble des députés conservateurs tiennent une série de scrutins éliminatoires.
À l'issue de cette sélection, les adhérents du Parti conservateur devaient être appelés à choisir entre les deux candidats restants par scrutin postal.

## Résultats
| Candidats      | Candidats   | Vote des députés    | Vote des députés    | Vote des députés   | Vote des députés   | Vote des adhérents | Vote des adhérents |
| Candidats      | Candidats   | 1er tour 18 octobre | 1er tour 18 octobre | 2d tour 20 octobre | 2d tour 20 octobre | Vote des adhérents | Vote des adhérents |
| Candidats      | Candidats   | Votes               | %                   | Votes              | %                  | Votes              | %                  |
| -------------- | ----------- | ------------------- | ------------------- | ------------------ | ------------------ | ------------------ | ------------------ |
|                | David Davis | 62                  | 31,3                | 57                 | 28,8               | 64 398             | 32,4               |
| David Cameron  | 56          | 28,3                | 90                  | 45,5               | 134 446            | 67,6               |                    |
| Liam Fox       | 42          | 21,2                | 51                  | 25,7               | Éliminé            | Éliminé            |                    |
| Kenneth Clarke | 38          | 19,2                | Éliminé             | Éliminé            | Éliminé            | Éliminé            |                    |
| Total          | Total       | 198                 | 100                 | 198                | 100                | 198 844            | 100                |